# Michael Morgner

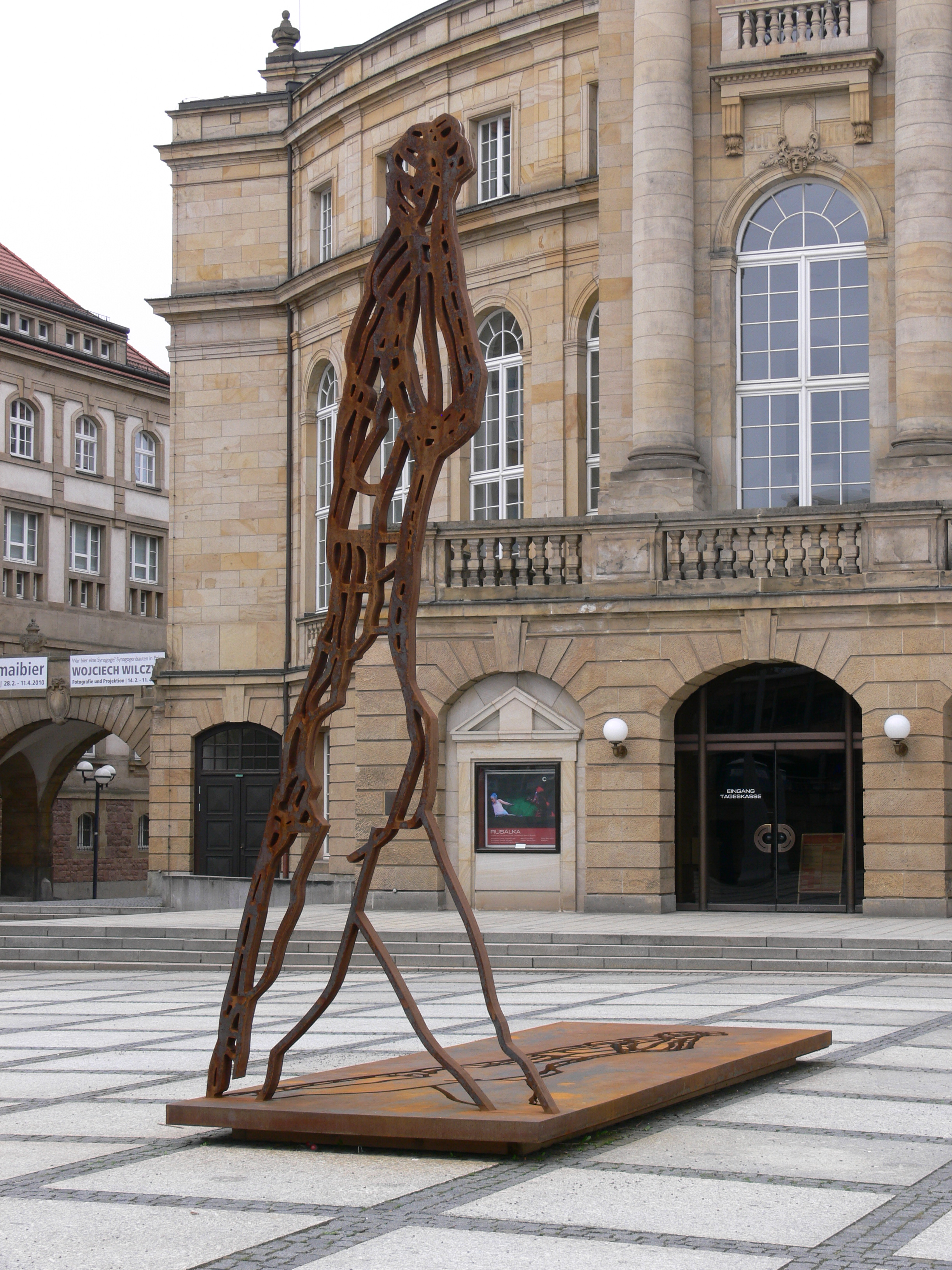
Michael Morgner: Schreitender (Theaterplatz, Chemnitz)

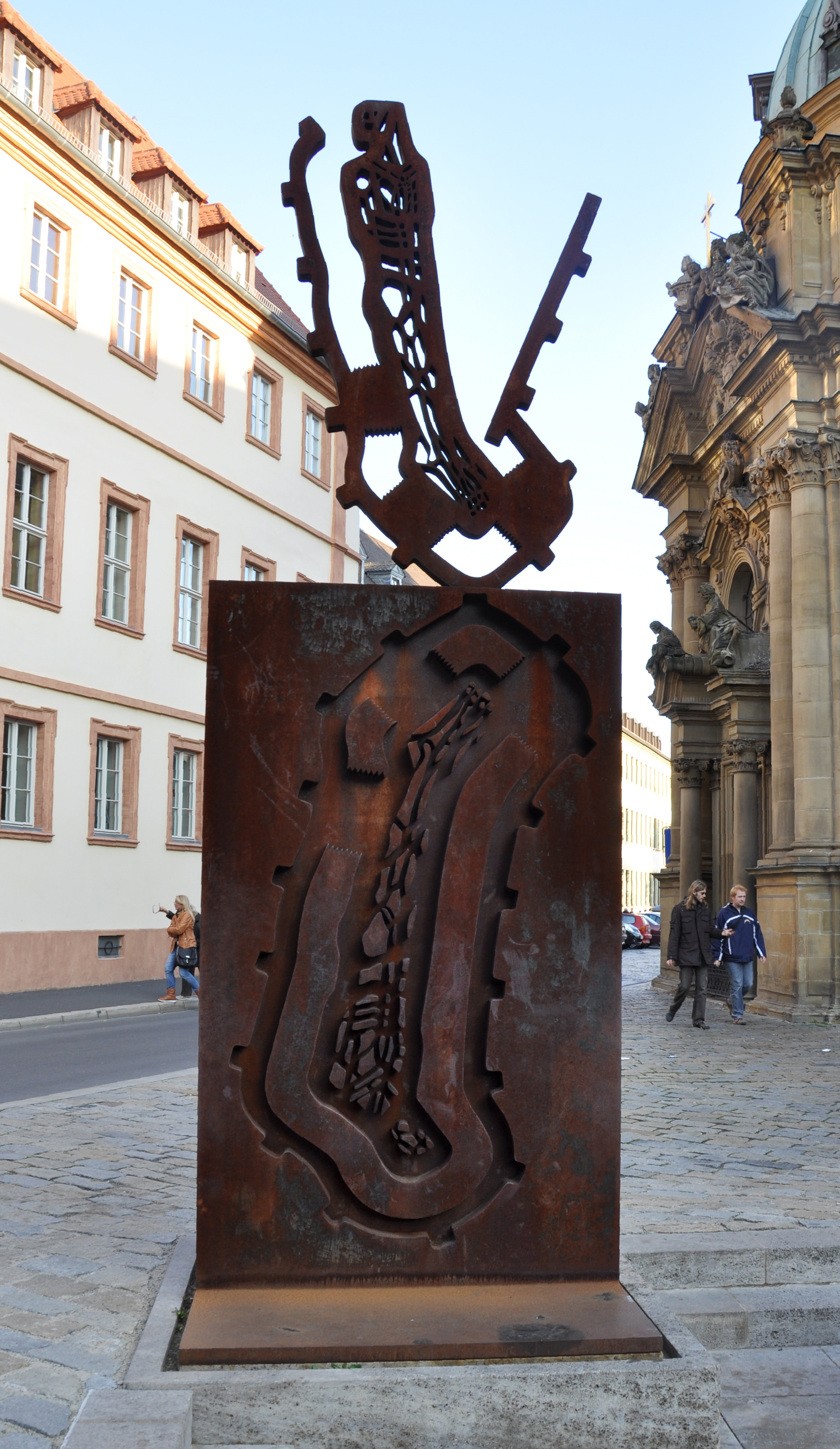
Michael Morgner: Auferstehender und Fallender, 2003 (Kiliansplatz, Würzburg)

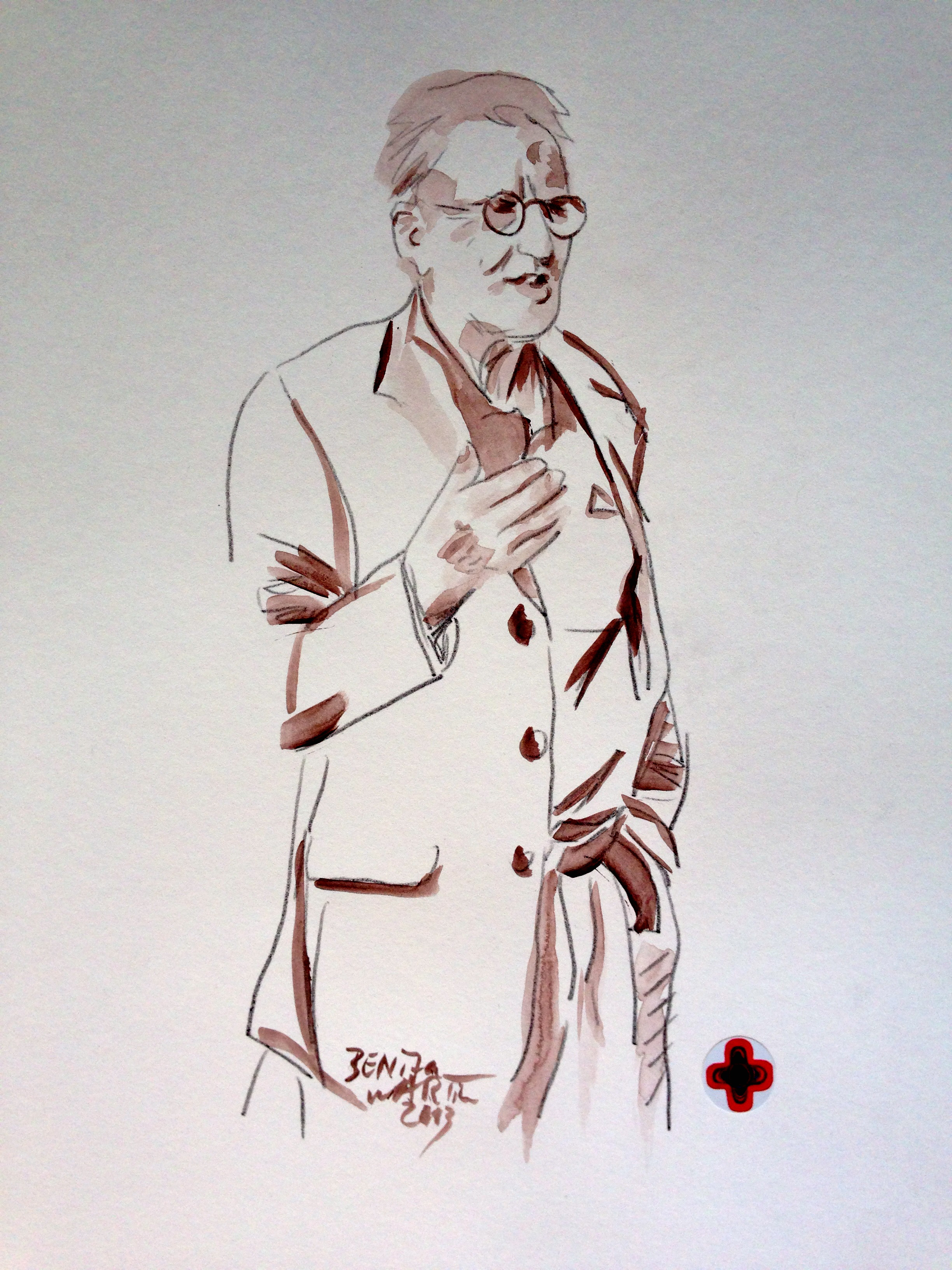
Michael Morgner

Michael Morgner (* 6. April 1942 in Dittersdorf) ist ein deutscher freischaffender Künstler.

## Leben und Werk

### Bis 1976
Michael Morgner wuchs in Einsiedel bei Chemnitz auf. Er absolvierte bis 1960 die Erweiterte Oberschule mit dem Abitur und arbeitete anschließend bis 1961 bei der DEWAG. Von 1961 bis 1966 studierte er bei Heinz Wagner, Harry Blume und Irmgard Horlbeck-Kappler an der Hochschule für Grafik und Buchkunst in Leipzig. Seitdem arbeitet er freischaffend, erst in Dittersdorf und seit 1974 in Einsiedel.
Seit 1972 beschäftigte sich Morgner mit der Antike und ging zu stilisierten Körperformen in der Figurenzeichnung über, schuf Artisten- und Gruppenbilder. Es entstand die Grafikmappe Ovid-Metamorphosen. 1973 war Morgner an der Gründung der Galerie Oben in Karl-Marx-Stadt beteiligt und arbeitete in deren künstlerischem Beirat mit. 1974 lernte er Gunar Barthel kennen, der von 1979 bis 1987 die „Galerie oben“ leitete. 1974 reiste mit einer Künstlerdelegation nach Irkutsk. Dabei fuhr er nach Leningrad und besuchte die Eremitage. 1975 nahm er an den Pleinairs in Ahrenshoop und auf Hiddensee teil. Es entstand ein 8-mm-Kamerafilm zusammen mit Thomas Ranft und dem Fotografen Ralf-Rainer Wasse.
1976 nahm er an einem Pleinair auf der Ostrauer Scheibe in Bad Schandau, Ortsteil Ostrau, teil und reiste nach Krakau. Morgner begann die Arbeit am Außenwandbild Gießprozeß – der arbeitende Mensch in unserer Gesellschaft für die Rudolf-Harlaß-Gießerei in Wittgensdorf, das er 1980 fertigstellte.

### 1977–1989
1977 gründete er zusammen mit Carlfriedrich Claus, Thomas Ranft, Dagmar Ranft-Schinke und Gregor-Torsten Schade nach Ranfts Idee die Künstlergruppe und Produzentengalerie Clara Mosch (1977–1982) in Chemnitz-Adelsberg. Er wendete sich stärker Druckgrafik und Zeichnung zu, es entstanden die ersten abstrakten Zeichnungen und die ersten Lavagen. Die Land-Art-Aktion Leussow-Recycling beim Pleinair in Leussow wurde fotografisch von Wasse dokumentiert. Ein Koffer mit Graphik und Objekten wurde in einer Auflage von 15 Exemplaren herausgegeben, weiterhin entstand ein 8-mm-Kamerafilm zusammen mit Ranft und Wasse.
1979 nahm er an einem Pleinair in Gager auf Rügen teil. Seine Aktion Ein Kreuz legen fand auf den Feuersteinfeldern bei Mukran statt. 1980 kreierte Morgner das Environment Die Nacht im Staatstheater Dresden zu einem Theaterstück von Fugard. Im selben Jahr reiste er nach Krakau und besuchte die Goya-Ausstellung in Hamburg. Er lernte Carl Vogel, den Rektor der Kunsthochschule Hamburg kennen, der zu einem seiner wichtigsten Sammler und Förderer wurde. 1981 entstanden die ersten seriellen Bilder (Schreitender) für die Ausstellung im Leonhardi-Museum Dresden. Beim Pleinair in Gallentin fand die Aktion (und erste Videoperformance) M. überschreitet den See bei Gallenthin statt. Es entstanden die Grafikmappen Sterbezimmer und Près du Golgotha. 1982 reiste Morgner nach Georgien und Armenien. Er arbeitete für das evangelische Bonhoeffer-Gemeindezentrum Karl-Marx-Stadt. Die Emailleeingangstür und seine Beiträge zur Innengestaltung wurden 1984 fertiggestellt.
1983 fand beim Pleinair in Gager die Aktion Grenzsituation, beim Pleinair in Tabarz die Aktion Großes Thüringer Kreuz statt. Morgner arbeitete an großformatigen Latexbildern für das FDGB-Heim Schöneck/Vogtl. Die Grafikmappen Strand und M. überschreitet den See bei Gallenthin stellte Morgner 1983, die Mappen Jahreszeiten – Tageszeiten (1982–1984) und Ecce Homo 1984 fertig. 1984 wurde eine Krebserkrankung bei seiner Frau Dörte diagnostiziert. Morgner trat aus dem Bezirksvorstand des Verbandes Bildender Künstler aus. Er führte den Ecce-Homo-Zyklus in den Totentanz-Zeichnungen fort und begann den Zyklus Einsiedel. Die Grafikmappe Ecce Homo erschien.
1988 erhielt Morgner den Hauptpreis für Malerei auf der Triennale Sofia. Durch die Beschäftigung mit Bonhoeffer (seit 1982) entstand die Idee zum Deutschen Requiem und Jüdischen Requiem (Zeichnungen und Bildzyklen). Morgner verweigerte die Teilnahme an der 10. Kunstausstellung der DDR und zog sich aus dem Künstlerverband zurück. Es entstand der Zyklus Tageszeiten/Jahreszeiten.
Es entstanden großformatige Bilder (Mixed-Media-Technik aus Prägung, Lavage, Collage/Decollage), die Themen der vorangegangenen Jahre zusammenfassen (Ecce Homo-Zyklus in großen Tafelbildern, Kreuzigung, Aufsteigende/Stürzende; Bildserien der Großen Schreitenden).
Morgner hatte in der Zeit DDR im In- und Ausland eine außerordentlich große Zahl von Einzelausstellungen und Ausstellungsbeteiligungen, u. a. von 1967 bis 1988 von der VI. Deutschen Kunstausstellung bis zur X. der Kunstausstellung der DDR in Dresden. Er war bis zu seinem Austritt 1984 Mitglied des Bezirksvorstandes Karl-Marx-Stadt des Verbands Bildender Künstler der DDR. Ab 1988 lehnte er es ab, als Mitglied des Verbands tätig zu sein.

### 1990–heute

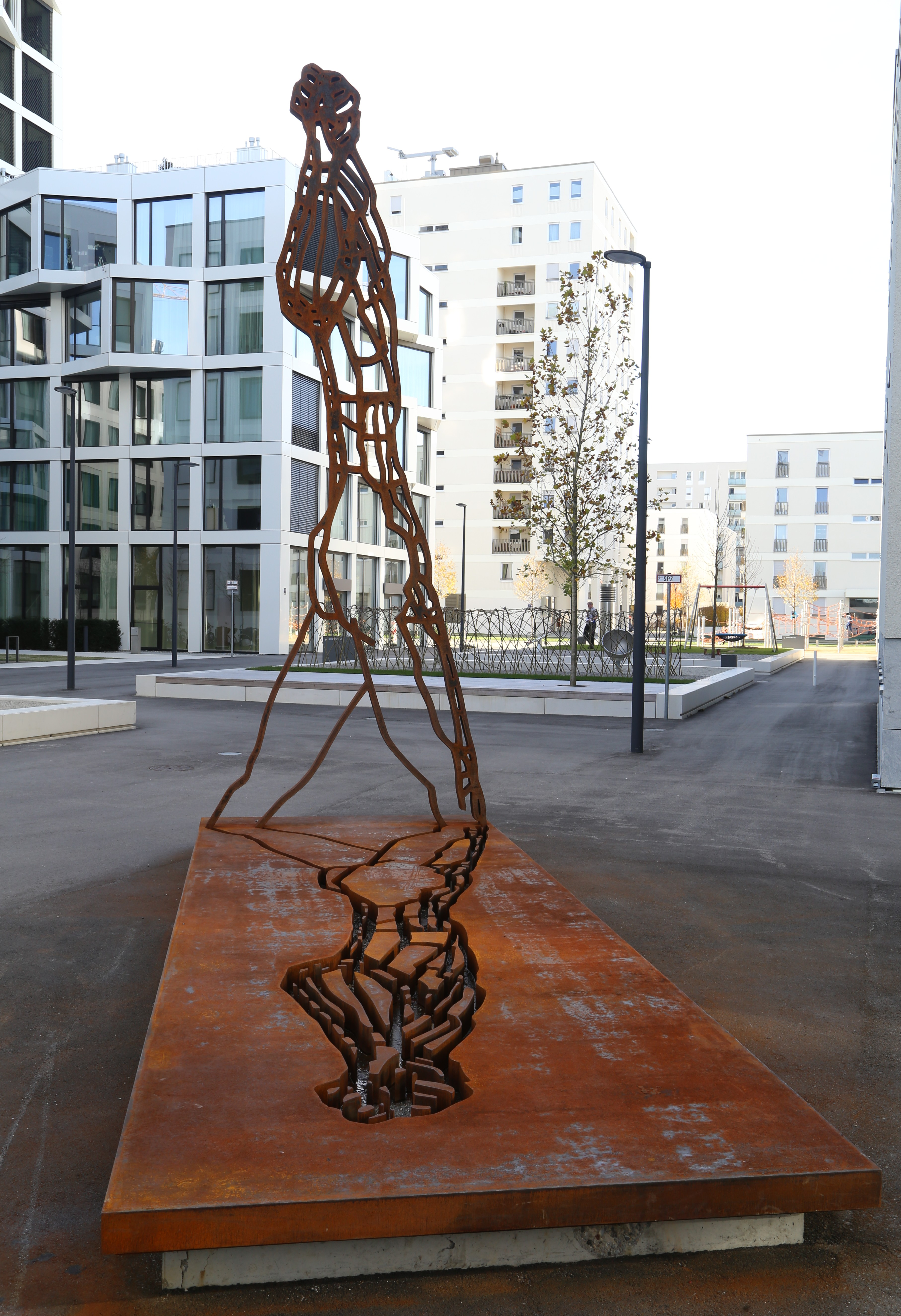
Der Schreitende, 2016, München

1990 bot Morgner der Bürgerrechtsvereinigung „Neues Forum“ die Figuration des Schreitenden als Signet an, die jedoch abgelehnt wird. Werner Schmidt erwarb für die Staatlichen Kunstsammlungen Dresden das Bild Großer Schreitender. Es entstanden Radierungen zum Thema Tauwetter.
1991 erhielt Morgner den Grafikpreis der Griffelkunstmitglieder in Hamburg. Er reiste für den ersten gesamtdeutschen Beitrag (zusammen mit Hartmut Neumann) zur Triennale Neu-Delhi (Komplex Auferstehung). Morgner war Gründungsmitglied der Sächsischen Akademie der Künste Dresden und der Freien Akademie der Künste zu Leipzig. 1992 erhielt er den Kunstpreis der Künstler anlässlich der Großen Kunstausstellung NRW Düsseldorf. Das Institut für Auslandsbeziehungen (ifa) Stuttgart-Berlin erwarb einen repräsentativen Querschnitt aus den wichtigsten Werkphasen Morgners (1993: erste Ausstellung in Berlin). 1993 entstanden die ersten Stahlplastiken und der sechsteilige Bildzyklus Kalvarienberg, der erstmals im Dom zu Schwerin und im Saarland-Museum ausgestellt wurde. Nachdem zuvor die großformatigen Bilder im Freien entstanden waren, wurde nun das erste Atelier in Einsiedel fertiggestellt.
1994 erschien die Radiermappe Ecce Homo mit Gedichten von Harald Gerlach. Morgner reiste in die Toskana, wo der Bilderzyklus Fresco mit den „plastischen Bildern“ entstand. 1995 stellte Morgner den Radierzyklus Reliquie Mensch und die gleichnamige Kassette fertig. Die ersten plastischen Entwürfe und die ersten Doppelkreuz-Skulpturen in Holz entstanden. Morgner reiste in die USA. 1996 entstand die erste Großplastik aus Stahl, Reliquie Mensch. 1997 entstanden farbige Arbeiten auf Papier sowie erste dialogische Skulpturen (Positiv-Negativ-Prinzip von Bodenplatte und aufgerichteter Skulptur) und auch erste Entwürfe für die Frauenkirche in Dresden. 1998 reiste er nach Kopenhagen. Morgner gewann den Wettbewerb für den neuen Kemberger Altar. Da der Siegerentwurf vom örtlichen Gemeinderat abgelehnt wurde, wurde er im Diözesan-Museum Würzburg realisiert. 1999 reiste er nach Mexiko-Stadt und besichtigte die Maya-Tempelruinen der mexikanischen Halbinsel Yucatán. Die Mappen Palenque entstanden. 2000 wurde die Figur Schreitender zum ersten Mal in Stahl realisiert.
Im Jahre 2001 stellte er die große Stahlskulptur Reliquie Mensch (liegend) am Schaumainkai in Frankfurt am Main auf und schuf die Skulptur Spannung für den Platz vor dem Hauptgebäude der Envia Mitteldeutsche Energie Chemnitz. 2003 stellte Morgner die Stahlskulptur Auferstehender und Fallender auf dem neu gestalteten Kiliansplatz am Würzburger Dom auf und gewann den Wettbewerb „Kunst am (Neu-)Bau“ des SIB und der Universität Leipzig, woraufhin er eine Stahlskulptur vor dem Biotechnologischen Zentrum aufstellte. Er hatte 2003 auch eine Gastprofessur an der Sommerakademie in Salzburg. Im Jahr 2004 stellte er den grafischen Zyklus Narben fertig.
Von 2008 bis 2016 entstand das Werk Codex Morgner 14 Stationen des Seins – ein Kreuzweg des 20. Jahrhunderts. Es handelt sich um 14 Bilder im Format 3 m × 5 m, die den Sammlern Ulrike und Stefan Behrens geschenkt wurden. Die Werke wurden am 15. Juli 2017 in der Villa am See, Deutsche Kunst des 20. Jahrhunderts in Premnitz erstmals öffentlich im Garten ausgestellt. Es handelt sich um eine Installation von sieben verglasten, doppelseitigen Rahmen. Jeweils zwei Werke stehen quasi im Dialog in einem Rahmen. Nach dem Auszug des Ehepaar Behrens unter Mitnahme der Kunstwerke der Villa am See stand die Villa zum Verkauf.
Im Jahr 2002 wurde Morgner 60 und Sohn Mathias Michael kam zur Welt. Im Jahre 2008 gestaltete Morgner die Fenster der Josefskirche im Dresdner Stadtteil Pieschen.
Morgner ist Mitglied der Freien Akademie der Künste zu Leipzig und im Deutschen Künstlerbund. Er lebt bis heute im Chemnitzer Ortsteil Einsiedel.
Morgner war seit 1967 bis zu deren Ableben 1986 mit Dörte geb. Block verheiratet. 1970 wurde ihre Tochter Friederike geboren, 1974 der Sohn Maximilian. Seit 1989 ist Morgner mit Anke geb. Roßner verheiratet. Kurz darauf wurde die Tochter Charlotte geboren.

## Ehrungen
- 1975: Förderpreis des Ministeriums für Kultur der DDR
- 1979: 2. Preis im Wettbewerb des Staatlichen Kunsthandels 100 ausgewählte Grafiken
- 1985: Kunstpreis des FDGB (im Kollektiv)
- 2012: Gerhard-Altenbourg-Preis
- 2018: Karl-Schmidt-Rottluff-Kunstpreis[8]
- 2023 Verdienstorden der Bundesrepublik Deutschland

## Fotografische Darstellung Morgners
- Christine Stephan-Brosch: Porträt Michael Morgner (1973–1976)[9]

## Museen und öffentliche Sammlungen mit Werken Morgners (unvollständig)
- Altenburg: Lindenau-Museum
- Berlin: Kupferstichkabinett[10]
- Berlin: Deutsches Historisches Museum
- Berlin: Kunstsammlung des Deutschen Bundestags
- Chemnitz: Kunstsammlungen am Theaterplatz[11]
- Dresden: Kupferstichkabinett[12]
- Dresden: Sächsischer Kunstfonds[12]
- Dresden: Kunstgewerbemuseum[13]
- Gera: Otto-Dix-Haus
- Halle (Saale): Kunstmuseum Moritzburg[14]
- Köln: Museum Ludwig
- Stendal: Winckelmann-Museum[15]
- Zeitz: Museum Schloss Moritzburg[16]

## Ausstellungen (unvollständig)
- 1980: Leonhardi-Museum, Dresden
- 1982: Museum der bildenden Künste, Leipzig
- 1984, 1998, 2002: Galerie Oben, Karl-Marx-Stadt/Chemnitz
- 1989: Angermuseum, Erfurt
- 1991: Kunstmuseum Düsseldorf
- 1992: Städtische Kunstsammlungen Chemnitz
- 1993: Saarland-Museum, Saarbrücken; Diözesan-Museum Trier; Marmelsteiner Kabinett, Würzburg; Institut für Auslandsbeziehungen, Berlin.
- 1994: Lindenau-Museum, Altenburg
- 1995: Kennedy Center for the Performing Arts, Washington D.C.; Galerie Gunar Barthel, Berlin.
- 1997: Taschenbergpalais, Dresden (mit Göschel)
- 1997–2000: Souveräne Wege (gemeinsam mit Altenbourg, Claus, Göschel und Uhlig): Städtische Museen, Jena; Galerie Gunar Barthel, Berlin: Galerie Oben, Chemnitz; ZDF-Sendezentrum, Mainz
- 1998: Batuz-Stiftung, Altzella
- 1999: Museo Nacional de la Estampa, Mexiko-Stadt; Galerie für Zeitgenössische Kunst, Leipzig; Käthe-Kollwitz-Museum, Köln; Galerie Gunar Barthel, Berlin
- 2001: Galerie Barthel + Tetzner, Berlin
- 2002: Heck-ART-Galerie. Chemnitz
- 2004: Ausstellungszentrum Krochhochhaus, Leipzig
- 2008: Kunstraum Bernusstraße, Frankfurt a. M.; Galerie Kasten, Mannheim
- 2010: Michael Morgner – Spuren, Rosenheim-Museum, Offenbach am Main
- 2011: Michael Morgner. Bilder 1985–2008, Kunstsammlungen Chemnitz
- 2012: Sprengel Museum, Hannover
- 2014: Dauerausstellung: 4×4800×3000, Meißner Dom
- 2017: Kunstmuseum Ahrenshoop
- 2022: Entwürfe und Realität 1949–1989/90, „Kunstraum Krypta“ im Dom Brandenburg
- 2022: Unter der Haut. Morgner zeichnet Rodin[17], Lindenau-Museum, Altenburg (im Prinzenpalais des Residenzschlosses Altenburg):
- 2022: Lebenslinien, Kunstsammlungen Chemnitz
- 1990 bis 2005: Vertreten auf internationalen Kunstmessen, u. a. Art Basel, Arco Madrid, Art Cologne, durch die Galerie Barthel+Tetzner, Köln/Chemnitz/Berlin